# I Kju-won
I Kju-won (* 14. února 1989) je korejský zápasník–judista.

## Sportovní kariéra
Připravuje se na univerzitě v Jonginu. Startoval ve střední váze do 90 kg. Poprvé na sebe výrazně upozornil postupem do finále na prestižním Kano Cupu v roce 2008. V roce 2009 se stal ve dvaceti letech mistrem světa mezi seniory. V roce 2012 se kvalifikoval na olympijské hry v Londýně, ale v korejské olympijské nominaci dostal přednost Song Te-nam. Od roku 2013 dostával v reprezentaci přednost Kwak Tong-han. V roce 2016 se na olympijské hry v Riu nekvalifikoval. Od roku 2017 startuje ve vyšší polotěžké váze do 100 kg.

### Vítězství
- 2012 - 1x světový pohár (Kano Cup)
- 2014 - 1x světový pohár (Paříž)

## Výsledky
| Turnaj            | 2008         | 2009         | 2010         | 2011         | 2012         | 2013         |
| Turnaj            | 19           | 20           | 21           | 22           | 23           | 24           |
| Turnaj            | střední váha | střední váha | střední váha | střední váha | střední váha | střední váha |
| ----------------- | ------------ | ------------ | ------------ | ------------ | ------------ | ------------ |
| Olympijské hry    | —            |              |              |              | —            |              |
| Mistrovství světa |              | 1.           | úč.          | 5.           |              | úč.          |
| Asijské hry       |              |              | 3.           |              |              |              |
| Mistrovství Asie  | —            | —            |              | 1.           | —            | —            |
| Univerziáda       |              | 3.           |              | —            |              | —            |
| MS juniorů        | 5.           |              |              |              |              |              |